# Under My Skin
Albums de Avril Lavigne
Let Go
(2002) The Best Damn Thing
(2007)
Under My Skin est le 2e album studio d'Avril Lavigne. L'album a été publié le 12 mai 2004 via le label Arista/BMG Records.

## Réception

### Réception commerciale
Under My Skin est le premier album à débuter à la première position au classement américain du Billboard 200. Under My Skin s'écoule à 3 144 000 d'exemplaires vendus aux États-Unis. Il est par la suite certifié disque double platine par la Recording Industry Association of America en novembre 2004 puis triple platine en janvier 2006.
L'album se classe également numéro 1 au Royaume-Uni, en Allemagne, en Autriche, en Australie, au Japon et au Canada. En France, l'album se classe à la 4e position. L'album s'est écoulé à plus de 10 millions d'exemplaires à travers le monde.

## Liste des titres
| No  | Titre            | Auteur                                     | Producteur(s) | Durée |
| --- | ---------------- | ------------------------------------------ | ------------- | ----- |
| 1.  | Take Me Away     | Avril Lavigne, Evan Taubenfeld             | Don Gilmore   | 2:57  |
| 2.  | Together         | Avril Lavigne, Chantal Kreviazuk           | Don Gilmore   | 3:14  |
| 3.  | Don't Tell Me    | Avril Lavigne, Evan Taubenfeld             | Butch Walker  | 3:21  |
| 4.  | He Wasn't        | Avril Lavigne, Chantal Kreviazuk           | Raine Maida   | 2:59  |
| 5.  | How Does It Feel | Avril Lavigne, Chantal Kreviazuk           | Raine Maida   | 3:44  |
| 6.  | My Happy Ending  | Avril Lavigne, Butch Walker                | Butch Walker  | 4:02  |
| 7.  | Nobody's Home    | Avril Lavigne, Ben Moody                   | Don Gilmore   | 3:32  |
| 8.  | Forgotten        | Avril Lavigne, Chantal Kreviazuk           | Don Gilmore   | 3:16  |
| 9.  | Who Knows        | Avril Lavigne, Chantal Kreviazuk           | Raine Maida   | 3:30  |
| 10. | Fall to Pieces   | Avril Lavigne, Raine Maida                 | Raine Maida   | 3:28  |
| 11. | Freak Out        | Avril Lavigne, Evan Taubenfeld, Matt Brann | Butch Walker  | 3:11  |
| 12. | Slipped Away     | Avril Lavigne, Chantal Kreviazuk           | Raine Maida   | 3:33  |

### Japanese Special Edition bonus tracks
| No  | Titre                         | Auteur                           | Producteur(s) | Durée |
| --- | ----------------------------- | -------------------------------- | ------------- | ----- |
| 13. | I Always Get What I Want      | Avril Lavigne, Clif Magness      | Clif Magness  | 2:31  |
| 14. | Nobody's Home (live acoustic) | Avril Lavigne, Ben Moody         | Don Gimore    | 3:38  |
| 15. | Nobody's Home (live)          | Avril Lavigne, Ben Moody         | —             | 3:20  |
| 16. | Take Me Away (live)           | Avril Lavigne, Evan Taubenfeld   | —             | 2:55  |
| 17. | He Wasn't (live)              | Avril Lavigne, Chantal Kreviazuk | —             | 3:13  |
| 18. | Tomorrow (live)               | Curt Frasca, Sabelle Breer       | —             | 3:35  |

## Crédits
- Avril Lavigne : chants, arrangements des cordes (piste 5), guitare (piste 12)
- Butch Walker : guitare électrique, basse, claviers, percussions (pistes 3, 6, 11)
- Brooks Wackerman : batterie (pistes 2 & 7)
- Josh Freese : batterie (pistes 1 & 8)
- Kenny Cresswell : batterie (piste 3)
- Bill Lefler : batterie (pistes 4, 5, 9, 12)
- Brian Garcia : percussions (pistes 4, 5, 9, 12)
- Phil X : guitare (pistes 5, 9, 10, 12)
- Michael Ward : guitare (pistes 1, 2, 8)
- Jon O'Brien : claviers (pistes 1, 2, 7, 8)
- Chantal Kreviazuk : piano (pistes 2 & 12), claviers (piste 5), arrangements des cordes (pistes 5 & 12)
- Mike Elizondo : basse (piste 4)
- Mark Robertson : violon (pistes 5 & 12)
- Samuel Fischer : violon (piste 5)

## Certifications
| Pays             | Certification | Ventes/Équivalence |
| ---------------- | ------------- | ------------------ |
| Argentine        | 2 × Platine   |                    |
| Australie        | Platine       |                    |
| Brésil           | Platine       |                    |
| Canada           | 5 × Platine   |                    |
| États-Unis       | 3 × Platine   | 3 000 000          |
| France           | Or            | 100 000            |
| Japon            | 4 × Platine   |                    |
| Mexique          | Platine       |                    |
| Nouvelle-Zélande | Platine       |                    |
| Royaume-Uni      | Platine       |                    |
| Singapour        | Or            |                    |
| Suisse           | Platine       |                    |